# Protestantyzm w Mjanmie
Protestantyzm w Mjanmie w 2010 roku posiadał 3,16 mln wyznawców co stanowiło 6% populacji. Większość protestantów w kraju stanowią baptyści (3,5%). Do innych większych grup należą: niezależne kościoły ewangelikalne, zielonoświątkowcy (0,5%), campbellici, anglikanie, metodyści, adwentyści dnia siódmego, prezbiterianie, bracia plymuccy i luteranie. 
Początki protestantyzmu w Mjanmie sięgają początków XIX wieku, kiedy to pierwszy zagraniczny misjonarz wysłany z Ameryki, Adoniram Judson przetłumaczył Biblię na język birmański. 

## Statystyki
Największe Kościoły w kraju, w 2010 roku, według Operation World: 
| Kościół                           | Liczba wiernych | Liczba zborów | Procent ludności |
| Konwencja Baptystyczna Mjanmy     | 1 720 000       | 4530          | 3,4%             |
| Kościół Chrześcijański Lisu       | 145 000         | 967           | 0,29%            |
| Kościoły Chrystusowe              | 138 000         | 1769          | 0,27%            |
| Zbory Boże                        | 100 358         | 1251          | 0,2%             |
| Gospel Outreach Mission (GOM)     | 75 000          | 500           | 0,15%            |
| Kościół Anglikański               | 63 899          | 132           | 0,13%            |
| Kościół Wierzących                | 60 000          | 600           | 0,12%            |
| Evangelical Believers Conference  | 44 000          | 357           | 0,09%            |
| Kościół Metodystyczny (2)         | 38 796          |               | 0,08%            |
| Kościół Ewangeliczno-Baptystyczny | 37 740          | 243           | 0,07%            |
| Kościół Ewangeliczny Mara         | 37 000          | 92            | 0,07%            |
| Kościół Adwentystów Dnia Siódmego | 35 400          | 227           | 0,07%            |
| Kościół Prezbiteriański Mjanmy    | 29 791          | 246           | 0,06%            |
| Wolny Kościół Ewangeliczny        |                 |               |                  |
| Baptystyczne Towarzystwo Misyjne  | 13 861          | 95            | 0,03%            |
| Kościół Poczwórnej Ewangelii      | 7510            | 165           | 0,01%            |